# Bârlogu, Argeș
Bârlogu este un sat în comuna Negrași din județul Argeș, Muntenia, România.